# Grande Peste de 1738
A Grande Peste de 1738 foi uma epidemia de peste bubónica, que afectou os países como Roménia, Hungria, Ucrânia, Sérvia, Croácia e Áustria entre 1738 e 1740.
Em fevereiro de 1738, a peste atingiu a região de Banato, tendo sido espalhada pelo Exército Imperial.
De acordo com a dieta húngara de 1740, a peste causou aproximadamente 36 000 vítimas.
Ao longo dos oito anos seguintes, a peste matou um sexto da população de Timișoara. O Monumento da Santíssima Trindade situado em Piața Unirii, Timișoara, foi dedicado às vítimas da praga. A praga voltaria a atingir a cidade novamente entre 1762 e 1763.
Outras cidades da região também foram atingidas. Entre outubro de 1737 e abril de 1738, cento e onze mortes foram relatadas na cidade de Zărneşti, e setenta em Codlea. Mais de 10% da população de Clausemburgo foi morta pela pandemia.
A doença espalhou-se pelo mar Adriático, atingindo a ilha de Brač na actual Croácia.
No verão, a cidade da Sérvia, Zrenjanin, foi afectada.